# Noyelles-lès-Seclin
Noyelles-lès-Seclin là một xã ở trong tỉnh Nord ở miền bắc nước Pháp. Xã này có diện tích 2,38 kilômét vuông, dân số năm 1999 là 846 người. Xã nằm ở khu vực có độ cao trung bình 23 mét trên mực nước biển.